# منتخب ساموا الأمريكية لكرة القدم للسيدات
منتخب ساموا الأمريكية الوطني لكرة القدم للسيدات (بالإنجليزية: American Samoa women's national football team)‏ هو ممثل ساموا الأمريكية الرسمي في المنافسات الدولية في كرة القدم للسيدات.